# El año del sol tranquilo
El año del sol tranquilo (en polaco: Rok spokojnego słońca) es un largometraje dramático polaca de 1984 escrita y dirigida por Krzysztof Zanussi y protagonizado por Maja Komorowska y Scott Wilson. 
El film fue nominada a los Globos de Oro en 1986 al Globo de Oro a la mejor película en lengua no inglesa y recibió el León de Oro del Festival Internacional de Cine de Venecia de 1984.

## Argumento
Al finalizar la Segunda Guerra Mundial, el soldado estadounidense Norman es asignado como chófer en una comisión de investigación que tiene por objetivo encontrar una fosa común de soldados americanos ejecutados por los nazis. Conduciendo su jeep entre las ruinas del desolado paraje de la postguerra, un día Norman se topa casualmente con Emilia, una viuda polaca que ha perdido a su marido en la guerra. Norman se enamora de ella y la comienza a visitar y llevar regalos a su humilde residencia: una miserable habitación que Emilia comparte con su madre enferma en un edificio medio en ruinas.

## Reparto
- Maja Komorowska como Emilia
- Scott Wilson como Norman
- Hanna Skarżanka como Madre de Emilia
- Ewa Dałkowska como Stella
- Vadim Glowna como Herman
- Daniel Webb como David
- Zbigniew Zapasiewicz como Szary
- Zofia Rysiówna como el intérprete
- Janusz Gajos como el sereno
- Jerzy Stuhr como Adzio
- Gustaw Lutkiewicz como el panadero
- Marek Kondrat como Malutki
- Jerzy Nowak como el doctor inglés
- Lee Michael Walczuk como el capitán Michael

## Premios y distinciones
Festival Internacional de Cine de Venecia
| Año  | Categoría                         | Resultado |
| ---- | --------------------------------- | --------- |
| 1984 | León de Oro                       | Ganador   |
| 1984 | Premio Pasinetti - Mejor película | Ganador   |
| 1984 | Premio UNICEF                     | Ganador   |